# Gilgal (Bijbelse plaats)
Gilgal is een plaats die verscheidene keren genoemd wordt in de Hebreeuwse Bijbel. Het is duidelijk niet steeds dezelfde plaats.
De meest belangrijke plaats is het Gilgal waar de Israëlieten de Jordaan hebben overgestoken (Jozua 3-4). Het volk trok de rivier over via een wad dat ontstond doordat de rivier stroomopwaarts ophield met stromen op het moment dat de priesters die de ark van het Verbond droegen het water beroerden. Toen het volk was overgestoken werd hier een monument opgericht met twaalf stenen uit de rivierbedding die in een cirkel werden geplaatst. De twaalf stenen symboliseerden de twaalf stammen van Israël.
In datzelfde Gilgal werd overgegaan tot de besnijdenis van alle Israëlieten die tijdens de uittocht uit Egypte waren geboren, die waren immers niet besneden geweest (Jozua 5:2-5). Het Bijbelverhaal gaat verder met te zeggen dat "al het volk dat uit Egypte was getogen (…) waren gestorven in de woestijn" en dat al het volk dat geboren was in de woestijn niet was besneden. En daarna wordt een reden gegeven waarom de tocht 40 jaar duurde (Jozua 5:40), God had namelijk gezworen dat degenen die opstandig waren geweest tegen hem nooit het beloofde land zouden zien (Numeri 14:23).
De Israëlieten bleven in Gilgal kamperen tot iedereen genezen was en vierden er Pesach en vanaf dan stopte de dagelijkse regen van Manna die al die tijd het volk van voedsel had voorzien (Jozua 5:12).
Het Gilgal waarvan hier sprake is lag waarschijnlijk ten oosten van Jericho. Het zou het huidige Khirbat al-Mafjar zijn dat op 2 kilometer ten noordoosten van Jericho ligt.